# Talking Dead
Talking Dead este o emisiune de televiziune în direct în care gazda sa Chris Hardwick discută despre diverse episoade ale seriilor AMC The Walking Dead, Fear the Walking Dead și The Walking Dead: World Beyond cu invitații săi, inclusiv fani celebri, membrii ai distribuției sau ai echipei de producție.
Primul episod a avut premiera la 16 octombrie 2011.